# Kumgangsan

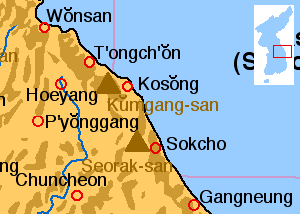
Localização de Kumgangsan

Kŭmgangsan (hangul: 금강산 ; hanja: 金刚山 ; transl. Kŭmgangsan; pronúncia coreana: [kɯmɡaŋsan]) ou Monte Kŭmgang é uma montanha localizada na costa leste da Coreia do Norte, conhecida desde a Antiguidade por sua beleza. Tem uma altitude máxima de 1638 metros  e fica situada na Região Turística de Kŭmgangsan (que até ao ano de 2002 fazia parte da província norte-coreana de Kangwŏn). A montanha faz parte dos Montes Taebaek, cordilheira localizada na costa leste da Península Coreana. Coberta por florestas, a área em torno do monte é uma das mais chuvosas da Coreia. Seu nome significa "Montanha de Diamante".

## Geografia
Kŭmgangsan é conhecida por sua beleza desde a Antiguidade. É coberta por florestas e a área ao redor tem um dos maiores índices de precipitação da Coreia do Norte.
A montanha consiste quase totalmente de granito e diorito, que foram afetados pelo clima ao longo dos séculos de tal forma a criarem uma larga variedade de formas. É possível encontrar ravinas, falésias, pilares de rochas e picos. Já foram registradas 12000 de tais formações rochosas.

## Região Turística de Kumgang-san
Desde 1998, é permitido que turistas sul-coreanos visitem Kŭmgangsan, inicialmente viajando em cruzeiros. Em 2002, a área ao redor da montanha foi separada da província de Kangwŏn e organizada com uma região de turismo administrada separadamente. A rota por terra foi aberta em 2003.